# フォルカー・ヴァイドラー
フォルカー・ヴァイドラー（Volker Weidler 、1962年3月18日 - ）はドイツ出身の元レーシングドライバーである。1985年ドイツF3チャンピオン、1991年ル・マン24時間レース優勝者。フォルカー・バイドラーと表記されることもある。
激しい走りで知られたが、それ故に他車との接触も多く、批判の対象となることもあった。

## 経歴

### 来日前
- 1977年-1979年レーシングカート
- 1980年-1981年ドイツFフォード1600シリーズ2位
- 1982年ドイツFフォード1600チャンピオン・ドイツFフォード2000チャンピオン・ヨーロッパFフォード1600チャンピオン
- 1983年にドイツF3に参戦を開始、1984年ドイツF3シリーズ2位　1985年にはチャンピオンに輝く。
- 1986年FIAインターナショナルF3000選手権に参戦。

### 初来日
1987年に全日本スポーツプロトタイプカー耐久選手権への参戦。クリス・ニッセンと組み、レイトンハウスのポルシェ・962Cをドライブ。海外では同年のポルシェカップを制し、1988年にはFIAインターナショナルF3000選手権に参戦しシリーズランキング16位となる。

### F1
1989年にリアル・フォード（コスワース）のシートを獲得するが、開幕戦から8戦連続予備予選落ちを喫し、入れ替えにより予備予選が免除された後も2戦連続予選落ちすると、チームは新たにピエール＝アンリ・ラファネルと契約し、ヴァイドラーは一度も決勝を走ることがないままF1シートを失った。1992年のインタビューで、リアルのマシン「ARC2」は、「設計はチームが行ったが、製作は予算削減のためドイツのグライダー製作会社に依頼して作られたもので、剛性が無くグニャグニャのシャシーだった。」と証言している。

### 再来日
1990年より再び日本にレース活動の場を移し、ノバ・エンジニアリングとドライバー契約。全日本F3000選手権や全日本スポーツプロトタイプカー耐久選手権（JSPC）にフル参戦。F3000で繰り広げたロス・チーバー、星野一義との因縁関係などもあり、人気ドライバーの1人となる。
攻めの走りはしばしば問題となり、1990年の全日本F3000第10戦鈴鹿では、スタート直後に発生した多重クラッシュの要因とされ、ヴァイドラーのマシン操縦が「重大な事故の発生が予測できる危険な行為」とされ、失格処分と罰金60万円のペナルティを課された。しかし、その後 延期されていた第9戦富士にて、F3000初優勝をポールトゥーウィンで達成、速さもアピールした。
1991年にも全日本F3000で1勝を挙げた他、マツダからル・マン24時間レースに参戦。ジョニー・ハーバート、ベルトラン・ガショーとともに、ロータリーエンジン搭載車である787Bを駆り優勝、日本車初の快挙に貢献した。
同年は日本での走りを評価した無限からの依頼で、無限が購入したティレル・018のシャーシーにF1レギュレーションに沿った仕様の無限製3500ccV8エンジンを搭載したマシンでのテストドライブを担当。このテストは無限主催のプライベイトテストだったが、ブリヂストン製タイヤ（F1参戦発表はこの5年後。）を装着して行われており、まだF1進出が噂段階であった無限とブリヂストンが共同で実走テストしたことで話題となった。

#### 1992年
1992年、ヴァイドラーは更に躍進。ル・マン24時間レースに前年同様マツダから参戦、決勝では雨天の中スタート直後、優勝争いの本命とされるプジョー・トヨタ勢を、耐久レースらしからぬ豪快な走りで追い抜き、トップに浮上。優勝が絶望視される中、持ち前の激しい走りでレースを掻き回し、最終的に4位に入賞した。
全日本F3000では、チーバーやマウロ・マルティニとチャンピオン争いを繰り広げる。第4戦鈴鹿では1周目にチーバーに対し、通常オーバーテイクポイントとはならない逆バンクでアウト側から仕掛け、トップを奪取。そのままシーズン初優勝を記録すると、8月に行われた第6戦（菅生）でも、スタート直後にトップを奪取しそのまま優勝。シーズン2勝目を挙げ、ランキングトップに立った。
ヴァイドラーが所属するノバの森脇基恭監督によれば、この時点で翌年のF1復帰がほぼ内定していたという。

#### 引退
しかし活躍の裏で、体調面の悪化が深刻化しつつあった。1991年のル・マン24時間レースの頃から耳鳴りの症状を訴え始め、シーズン終了後に母国ドイツへ帰国すると、医師から突発性難聴と診断された。シーズンオフに集中治療を受けたヴァイドラーだったが、翌年のル・マン24時間レースを前にスイスでも治療を受けたが完治はせず、それに伴う頭痛、嘔吐、めまいが激しくなっていた。そして菅生のレースから帰国後、医師からドクターストップが掛けられ、遂に選手生命が絶たれてしまう。ドライバーとして脂が乗りつつあった中、突然の引退となった。残りのレースを欠場した全日本F3000選手権は、最終的にシーズン4位となっている。
引退後はドイツに帰国。現在はシステムエンジニアを経て、家業の清掃サービス事業の経営に携わっている。

## エピソード
- 引退の際、自分の後任としてヴァイドラーが森脇基恭に推薦したのが、同じドイツ人のハインツ＝ハラルド・フレンツェンだった。フレンツェンは92年後半からノバに加入し翌年まで全日本F3000にフル参戦した。これについてフレンツェンは「彼のことはよく知らなかったが、おかげで僕は仕事をもらうことができた。その後の僕の人生は、すべて彼のおかげだよ」と感謝の言葉を述べている[7]。
- 本来、ドライブ時には必需品である耳栓を付けずにレースに参戦していた。これは「エンジンの音を聴くのが好き」という理由によるものだったが、結果的に耳鳴りが悪化し、引退を招くこととなった。
- 日本でも活躍していたため、片言ではあるが日本語も話していたと言う。
- 27歳でF1デビューであったが、見た目が童顔であり、チームメイトのクリスチャン・ダナーに比べても随分若く見えたと言う。（ダナーは1958年生まれで長身であったため）

## レース戦歴

### ドイツ・フォーミュラ3選手権
| 年     | エントラント                           | シャシー         | エンジン | クラス | 1      | 2       | 3     | 4     | 5     | 6     | 7      | 8     | 9        | 10      | 11     | 12     | 13    | 14     | 順位 | ポイント |
| ------ | -------------------------------------- | ---------------- | -------- | ------ | ------ | ------- | ----- | ----- | ----- | ----- | ------ | ----- | -------- | ------- | ------ | ------ | ----- | ------ | ---- | -------- |
| 1983年 | ワルター・レヒナー・レーシングスクール | ラルト・RT3      | VW       | A      | AVU 15 | MAI Ret | NÜR 5 | WUN 1 | KAU 3 | ERD 3 | DIE 15 | ZOL 3 |          |         |        |        |       |        | 3位  | 72       |
| 1984年 | VWモータースポーツ                     | ラルト・RT3/367  | VW       | A      | ZOL 2  | HOC 3   | AVU 3 | MAI 1 | KAU 2 | WUN 1 | NÜR 2  | ERD 7 | ZOL2 Ret | SAL 2   | NÜR2 4 | ZOL3 1 |       |        | 2位  | 154      |
| 1985年 | ヨーゼフ・カウフマン・レーシング       | マルティニ・Mk45 | VW       | A      | ZOL 2  | NÜR 2   | HOC 2 | WUN 1 | AVU 1 | ÖST 2 | ERD 1  | NOR 1 | HOC2 Ret | DIE Ret | ZOL2 1 | SAL    | SIE 1 | NÜR2 2 | 1位  | 195      |

### マカオグランプリ
| 年     | チーム                               | エンジン | 周回 | 合計タイム  | LEG1 | LEG2 | 総合順位 |
| ------ | ------------------------------------ | -------- | ---- | ----------- | ---- | ---- | -------- |
| 1984年 | フォルクスワーゲン・モータースポーツ | VW       | 30   | 1:13:14.830 | 6    | 4    | 4位      |
| 1985年 | Werner Schroder                      | VW       | 27   | 1:06:10.010 | 9    | 6    | 7位      |

### 国際F3000選手権
| 年     | チーム                                   | シャーシ     | エンジン   | 1       | 2      | 3       | 4       | 5     | 6       | 7       | 8     | 9       | 10      | 11    | 順位 | ポイント |
| ------ | ---------------------------------------- | ------------ | ---------- | ------- | ------ | ------- | ------- | ----- | ------- | ------- | ----- | ------- | ------- | ----- | ---- | -------- |
| 1986年 | ブロムレイ・モータースポーツ with リアル | ラルト・RT20 | コスワース | SIL 10  | VLL 7  | PAU Ret | SPA DNQ | IMO   | MUG 16  | PER DNQ | ÖST 9 | BIR     | BUG     | JAR   | NC   | 0        |
| 1988年 | オニクス・レースエンジニアリング         | マーチ・88B  | コスワース | JER DSQ | VLL 12 | PAU DNQ | SIL 14  | MNZ 9 | PER Ret | BRH 6   | BIR 4 | BUG DNS | ZOL Ret | DIJ 6 | 15位 | 5        |

### F1
1989年(リアルARC2・フォード)
- エントリー：10戦
- 出走数：0
- 予選最高位：30位（予選落ち）
- 決勝最高位：なし
- 獲得ポイント：0

| 年     | チーム | シャシー | 1        | 2        | 3        | 4        | 5        | 6        | 7        | 8        | 9      | 10      | 11  | 12  | 13  | 14  | 15  | 16  | WDC | ポイント |
| ------ | ------ | -------- | -------- | -------- | -------- | -------- | -------- | -------- | -------- | -------- | ------ | ------- | --- | --- | --- | --- | --- | --- | --- | -------- |
| 1989年 | リアル | ARC2     | BRA DNPQ | SMR DNPQ | MON DNPQ | MEX DNPQ | USA DNPQ | CAN DNPQ | FRA DNPQ | GBR DNPQ | GER EX | HUN DNQ | BEL | ITA | POR | ESP | JPN | AUS | NC  | 0        |

### 全日本F3000選手権
1990年-1992年
- 出走：26回
- 優勝：4回
- ポールポジション：1回
- ファステストラップ：2回
- ランキング最高位：3位(1991年)

| 年     | チーム               | 1       | 2       | 3       | 4     | 5      | 6     | 7       | 8      | 9     | 10      | 11    | 順位 | ポイント |
| ------ | -------------------- | ------- | ------- | ------- | ----- | ------ | ----- | ------- | ------ | ----- | ------- | ----- | ---- | -------- |
| 1990年 | TEAM TAKE ONE        | SUZ Ret | FSW Ret | MIN 11  | SUZ 5 | SUG 21 | FSW 3 | FSW Ret | SUZ 20 | FSW 1 | SUZ DSQ |       | 6位  | 15       |
| 1991年 | KAWAISTEEL TEAM NOVA | SUZ 15  | AUT DNQ | FSW 19  | MIN 3 | SUZ 3  | SUG 8 | FSW 3   | SUZ 10 | FSW C | SUZ 3   | FSW 1 | 3位  | 25       |
| 1992年 | KAWAISTEEL TEAM NOVA | SUZ 3   | FSW Ret | MIN Ret | SUZ 1 | AUT 3  | SUG 1 | FSW     | FSW    | SUZ   | FSW     | FSW   | 4位  | 26       |

### ル・マン24時間レース
| 年     | チーム                         | コ・ドライバー                                                           | 使用車両       | クラス | 周回 | 総合順位 | クラス順位 |
| ------ | ------------------------------ | ------------------------------------------------------------------------ | -------------- | ------ | ---- | -------- | ---------- |
| 1987年 | ポルシェ・クレマー・レーシング | クリス・ニッセン 高橋国光                                                | ポルシェ・962C | C1     | 6    | DNF      | DNF        |
| 1989年 | マツダスピード                 | 寺田陽次郎 マルク・デュエツ                                              | マツダ・767B   | GTP    | 339  | 12位     | 3位        |
| 1990年 | マツダスピード                 | ジョニー・ハーバート ベルトラン・ガショー                                | マツダ・787    | GTP    | 148  | DNF      | DNF        |
| 1991年 | マツダスピード オレカ          | ジョニー・ハーバート ベルトラン・ガショー                                | マツダ・787B   | C2     | 362  | 1位      | 1位        |
| 1992年 | マツダスピード オレカ          | ジョニー・ハーバート ベルトラン・ガショー マウリツィオ・サンドロ・サーラ | マツダ・MX-R01 | C1     | 336  | 4位      | 4位        |